# Suddivisioni della Polonia

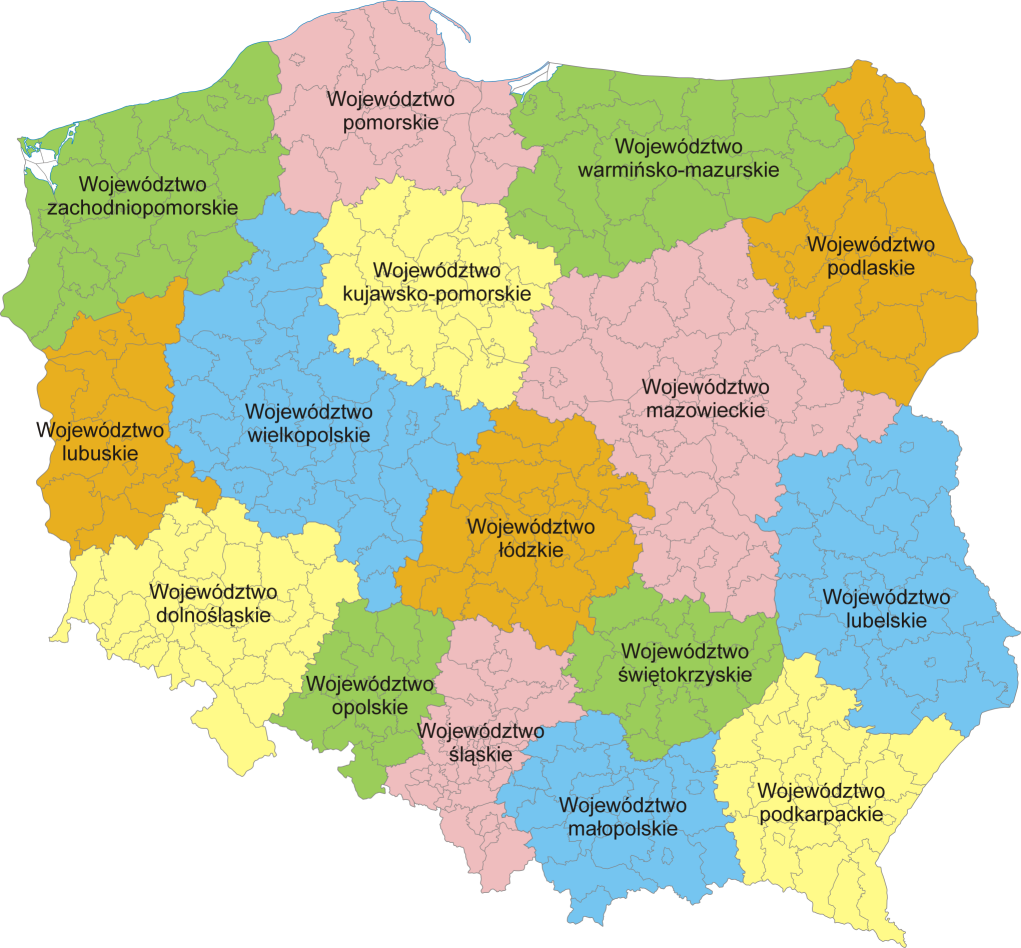
Mappa dei voivodati

Le suddivisioni della Polonia dopo la riorganizzazione del 1999, sono costituite da tre distinti livelli: 
- il primo è rappresentato dai voivodati (województwa, al singolare województwo)
- il secondo dai distretti (powiaty, al singolare powiat)
- il terzo dai comuni (gminy, al singolare gmina).

Vi è poi un quarto livello subcomunale costituito dalla cosiddette frazioni che possono assumere denominazioni e caratteristiche diverse a seconda dei casi.

## Suddivisione amministrativa vigente

### Primo livello
Il primo livello amministrativo della Polonia è rappresentato dai voivodati. Sono 16 e di seguito vengono elencati con i rispettivi capoluoghi e la denominazione originale tra parentesi:
| Voivodato                                                              | Capoluogo                          |
| ---------------------------------------------------------------------- | ---------------------------------- |
| Voivodato della Cuiavia-Pomerania (Województwo Kujawsko-Pomorskie)     | Bydgoszcz e Toruń                  |
| Voivodato della Grande Polonia (Województwo Wielkopolskie)             | Poznań                             |
| Voivodato della Piccola Polonia (Województwo Małopolskie)              | Cracovia (Kraków)                  |
| Voivodato di Łódź (Województwo Łódzkie)                                | Łódź                               |
| Voivodato della Bassa Slesia (Województwo Dolnośląskie)                | Breslavia (Wrocław)                |
| Voivodato di Lublino (Województwo Lubelskie)                           | Lublino (Lublin)                   |
| Voivodato di Lubusz (Województwo Lubuskie)                             | Gorzów Wielkopolski e Zielona Góra |
| Voivodato della Masovia (Województwo Mazowieckie)                      | Varsavia (Warszawa)                |
| Voivodato di Opole (Województwo Opolskie)                              | Opole                              |
| Voivodato della Podlachia (Województwo Podlaskie)                      | Białystok                          |
| Voivodato della Pomerania (Województwo Pomorskie)                      | Danzica (Gdańsk)                   |
| Voivodato della Slesia (Województwo Śląskie)                           | Katowice                           |
| Voivodato della Precarpazia (Województwo Podkarpackie)                 | Rzeszów                            |
| Voivodato della Santacroce (Województwo Świętokrzyskie)                | Kielce                             |
| Voivodato della Varmia-Masuria (Województwo Warmińsko-Mazurskie)       | Olsztyn                            |
| Voivodato della Pomerania Occidentale (Województwo Zachodniopomorskie) | Stettino (Szczecin)                |

### Secondo livello

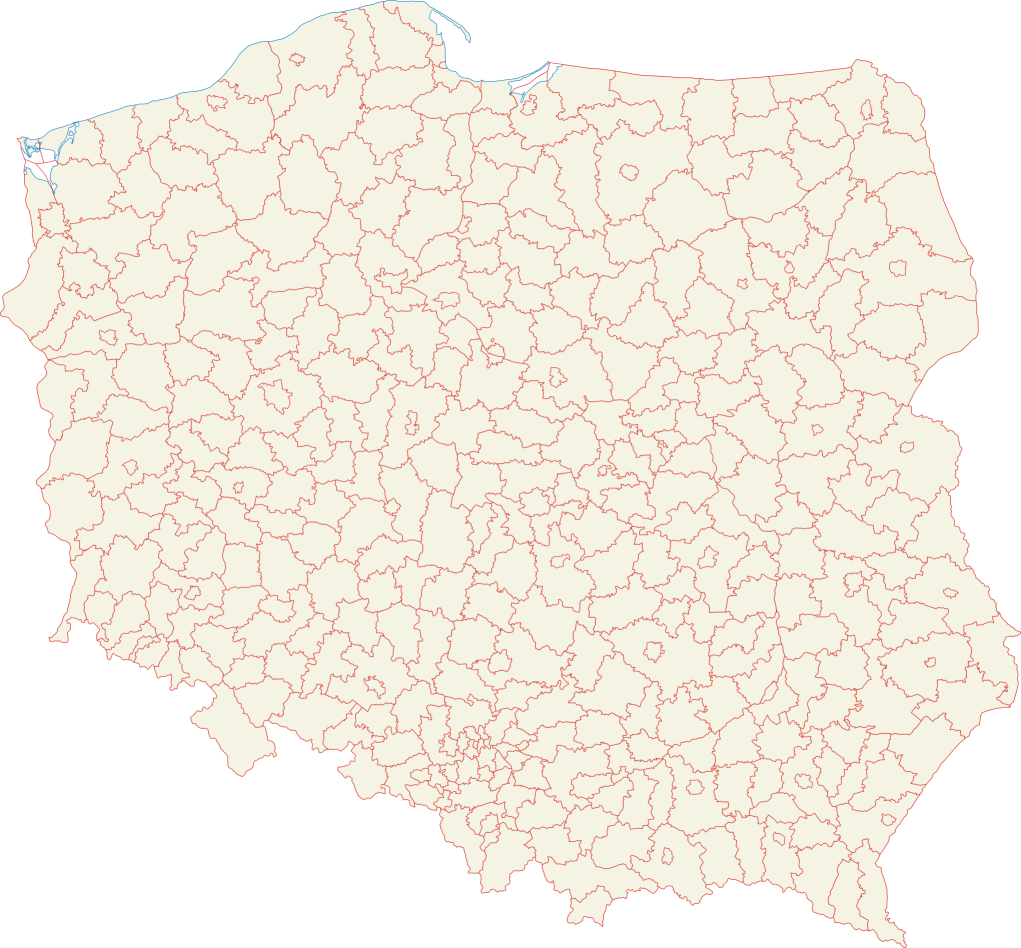
Mappa dei distretti

I 16 voivodati della Polonia sono divisi in 379 distretti. Alcuni distretti sono definiti urbani (powiaty grodzkie, al singolare powiat grodzki) perché costituiti interamente da una città la cui amministrazione comunale si sovrappone a quella distrettuale fondendo il secondo e il terzo livello; si hanno così 65 casi di città con diritti di distretto (miasto na prawach powiatu). 
Tutti gli altri distretti ordinari (powiaty ziemskie) hanno un consiglio (rada powiatu), eletto direttamente dai cittadini ed un comitato esecutivo (giunta, zarząd powiatu) con a capo uno starosta (al plurale starostowie) - eletti dal consiglio.

### Terzo livello

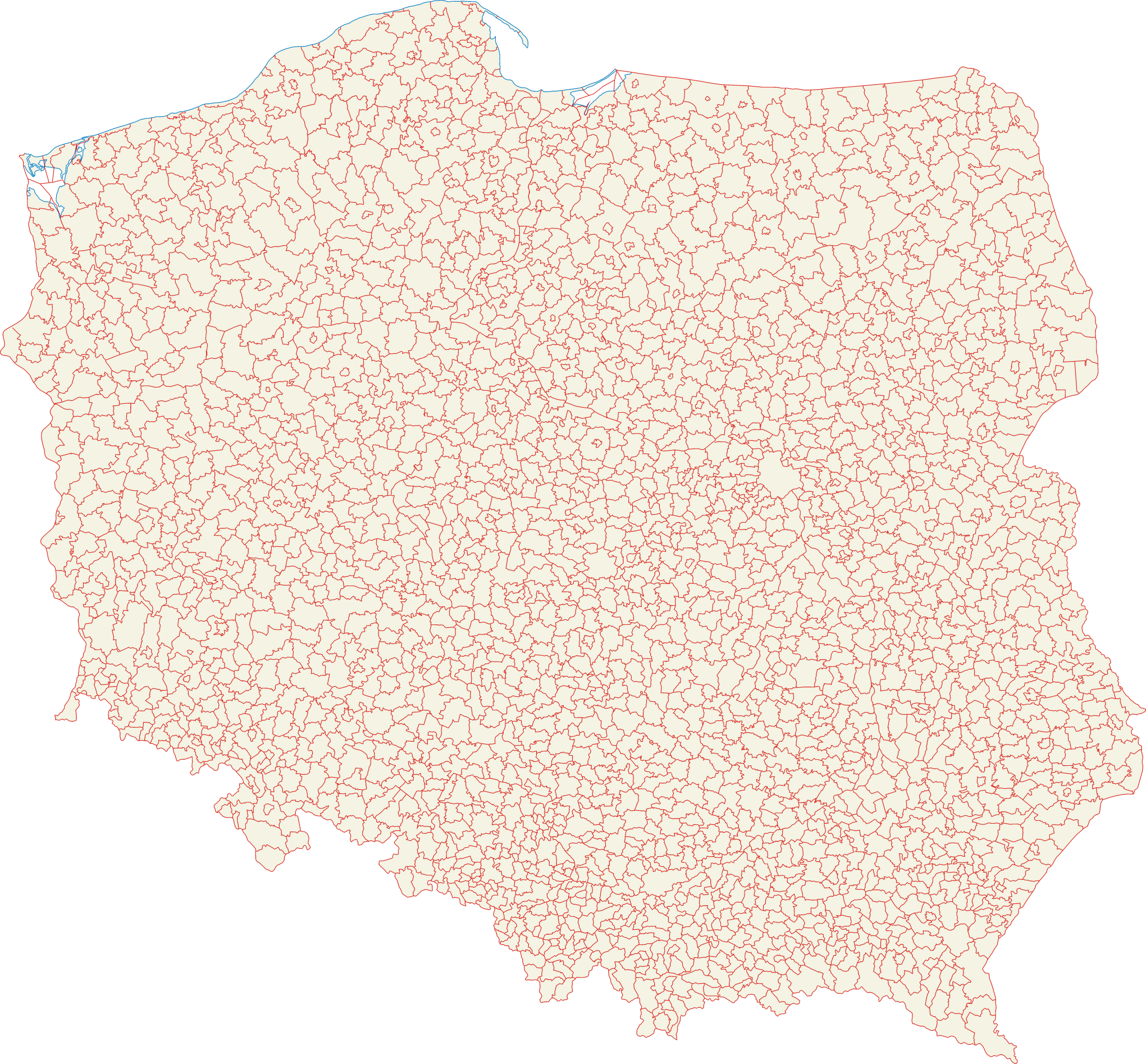
Mappa dei comuni

Il terzo livello amministrativo della Polonia è rappresentato dai comuni. Questi sono 2 478, dei quali 306 urbani, 602 misti e 1 570 rurali.

#### Quarto livello
Alcuni comuni possono presentare un ulteriore livello amministrativo costituito dalle frazioni. Queste possono definirsi sołectwa (al singolare sołectwo) nel caso di comuni rurali, dzielnice (al singolare dzielnica) per i comuni urbani, o osiedla (al singolare osiedle) per i comuni urbani minori.

## Suddivisioni del passato

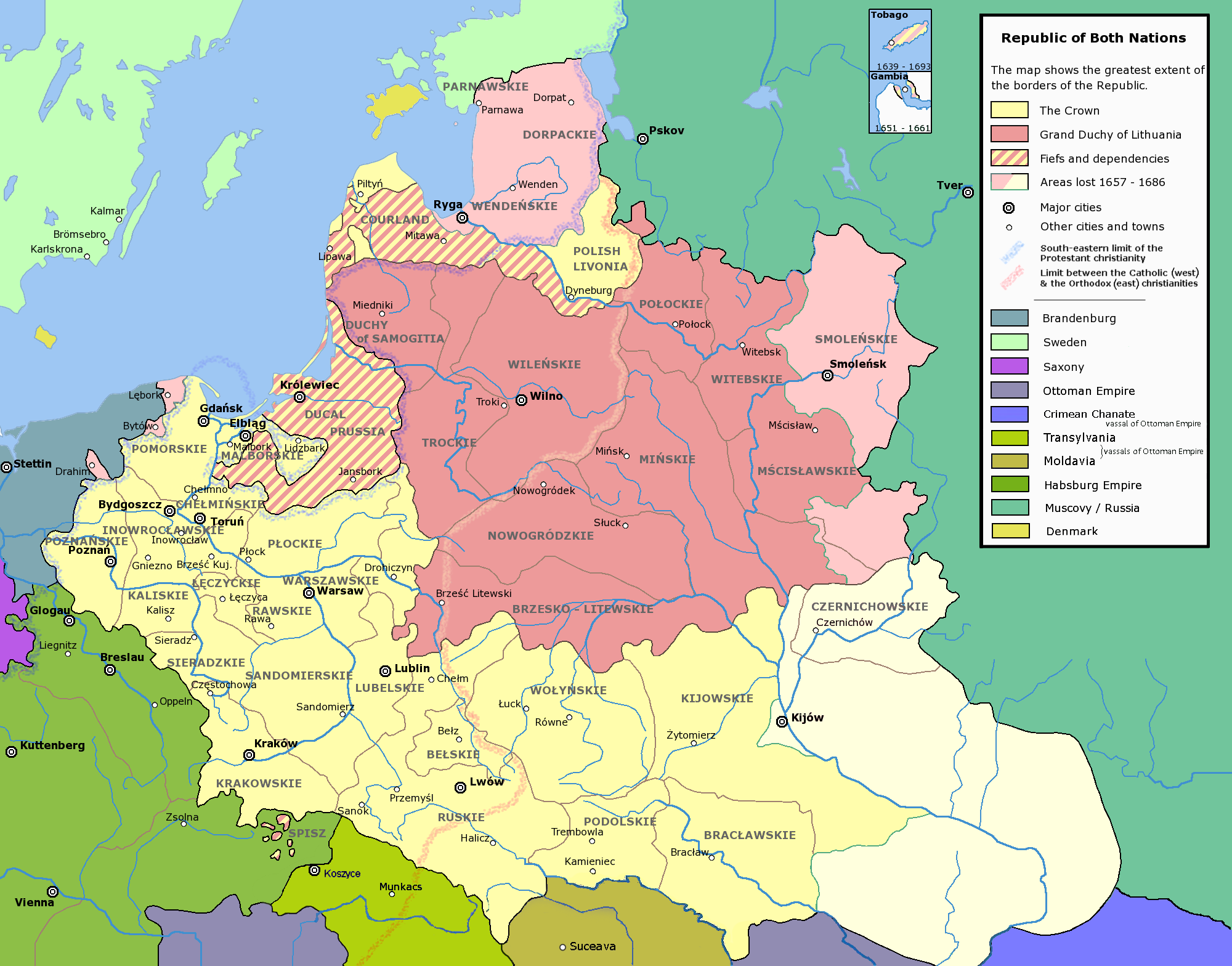
Mappa che mostra i voivodati della Confederazione Polacco-Lituana (1569-1795).

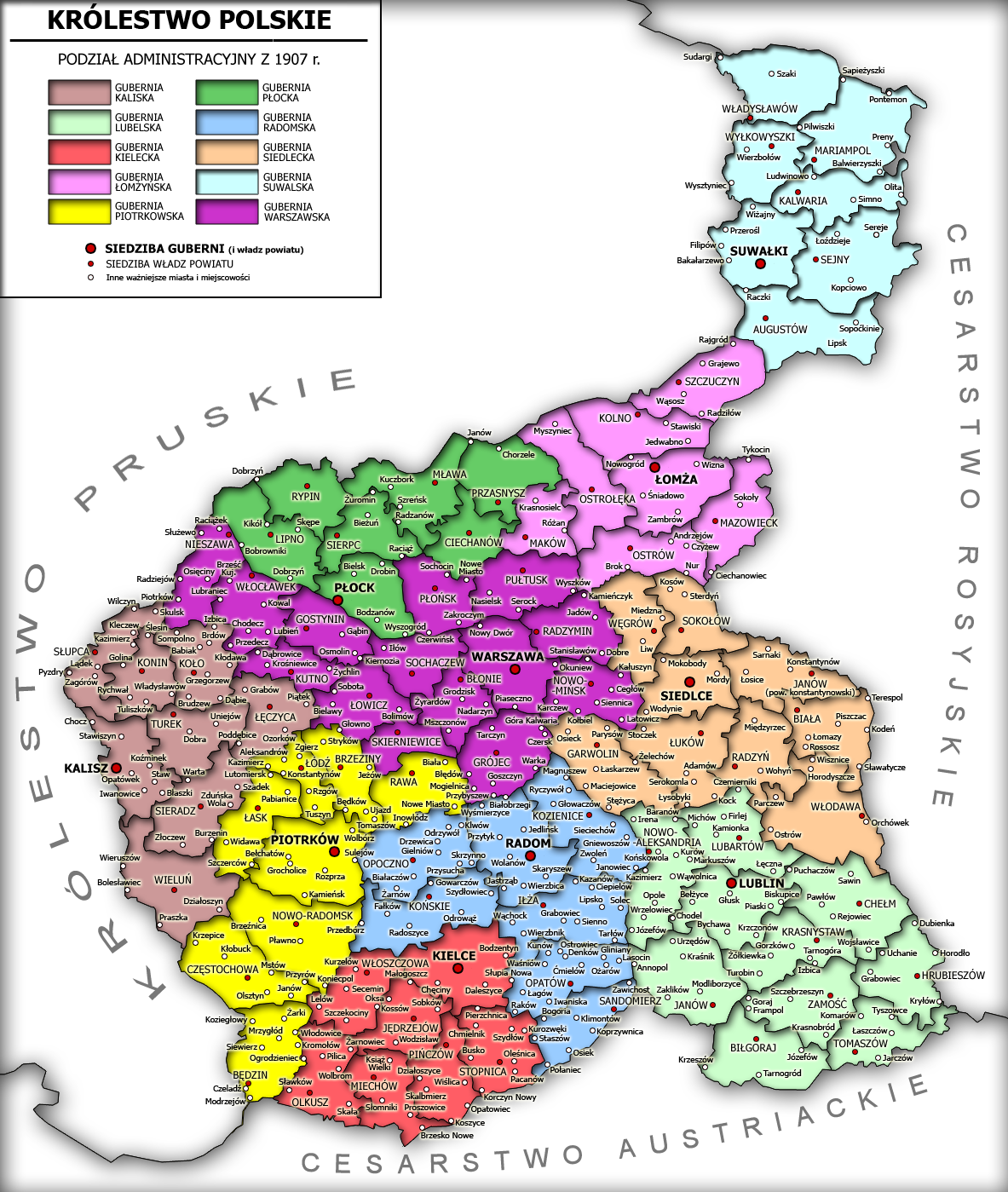
Divisione amministrativa del Regno del Congresso, 1907.

Il territorio polacco è stato soggetto a cambiamenti significativi nel corso della sua storia, pertanto la moderna divisione amministrative, anche se in alcuni livelli è simile a quella storica, è abbastanza differente dal passato. Le divisioni amministrative storiche della Polonia possono essere divise nei seguenti periodi:
- prima del 1569: Divisione amministrativa del Regno di Polonia
- 1569-1795: Divisione amministrativa della Confederazione polacco-lituana
- 1795-1807: Divisione amministrativa dei territori polacchi dopo le spartizioni
- 1807-1815: Divisione amministrativa del Ducato di Varsavia
- 1815-1914: Divisione amministrativa del Regno del Congresso
- 1914-1918: Divisione amministrativa dei territori polacchi nella prima guerra mondiale
- 1918-1939: Divisione amministrativa della Seconda Repubblica Polacca
- 1939-1945: Divisione amministrativa dei territori polacchi nella seconda guerra mondiale
- 1918-1999: Divisione amministrativa della Repubblica Popolare Polacca
- 1999-oggi: vedi paragrafo precedente.